# День квадратного корня
День квадратного корня — неофициальный праздник, отмечаемый девять раз в столетие: в день, когда и число, и порядковый номер месяца являются квадратными корнями из двух последних цифр года (например, 2 февраля 2004 года: 02-02-04).

## История и современность праздника
Впервые этот праздник отмечался 9 сентября 1981 года (09-09-81). Основателем праздника является школьный учитель Рон Гордон (Ron Gordon) из города Редвуд-Сити, Калифорния, США. По состоянию на 2009 год Гордон продолжает публиковать заметки о придуманном им празднике, активно контактируя по этому поводу со СМИ. Его дочь с помощью социальной сети Facebook собрала группу поклонников этого праздника, где каждый может поделиться своим способом отметить эту необычную дату.
Главным блюдом на этом «праздничном столе» обычно являются вареные кубики из корнеплодов и выпечка в форме математического знака квадратного корня.

## Хронология
По объективным математическим причинам этот праздник может отмечаться строго девять раз в столетие (семь раз в первой половине века и дважды — во второй), всегда в одни и те же дни:
1. 1 января хх01 года
2. 2 февраля хх04 года
3. 3 марта хх09 года
4. 4 апреля хх16 года
5. 5 мая хх25 года
6. 6 июня хх36 года
7. 7 июля хх49 года
8. 8 августа хх64 года
9. 9 сентября хх81 года

Ближайший День квадратного корня был 5 мая 2025 года: квадратом были не только две последние цифры года, но и весь год (2025=45²), и это был первый День квадратного корня, когда квадратом был весь год. Последним таким «квадратным» годом был 1936, или 44².

Следующий День квадратного корня будет 6 июня 2036 года.
Если брать не две последние цифры года, а три, то всего три раза за тысячелетие, в его первом и втором веках дополнительно можно выделить три дня квадратного корня:
1. 10 октября x100 года
2. 11 ноября x121 года
3. 12 декабря x144 года

Ближайшие такие даты будут в XXI веке — 10 октября 2100 года, затем в XXII веке — 11 ноября 2121 года и 12 декабря 2144 года, далее же такие даты будут только в четвёртом тысячелетии: в 3100, 3121 и 3144 годах.